# Josh Tymon
Joshua Lewis "Josh" Tymon (Kingston upon Hull, Anglia, 1999. május 22. –) angol labdarúgó, a Famalicão játékosa kölcsönben a Stoke City csapatától.

## Pályafutása

### Hull City
A Kingston upon Hullban született Tymon 12 éves korában csatlakozott a helyi csapat, a Hull City ifiakadémiájához, és már 15 évesen az U18-as csapat állandó tagja lett. A 2015/16-os szezonban az U21-es csapatban játszott, de már több alkalommal az első csapat keretével edzett. 2016. január 30-án, egy Bury ellen FA Kupa-meccsen mutatkozott be az első csapatban, 80 percet játszva. Csapata 3-1-re megnyerte a találkozót.

## Válogatott pályafutása
2016 januárjában megkapta első behívóját az U17-es angol válogatottba. Február 5-én, Portugália ellen debütált, az Algarve-tornán. Az angolok következő két meccsén, Németország és Hollandia ellen kezdőként kapott lehetőséget.

## Külső hivatkozások
- Josh Tymon adatlapja a Soccerway oldalon (angolul)
- Josh Tymon pályafutásának statisztikái a Soccerbase oldalon (angolul)